# Satyrus kasakstana
Satyrus kasakstana är en fjärilsart som beskrevs av Bang-haas 1936. Satyrus kasakstana ingår i släktet Satyrus och familjen praktfjärilar. Inga underarter finns listade.